# 김영호 (1954년)
김영호(金榮浩,, 1954년 9월 8일 ~ , 충북 충주)는 한국교통대학교의 제6대 총장이다.

## 학력
- 서울고등학교 졸업
- 성균관대학교 행정학 학사
- 서던캘리포니아대학교 대학원 석사
- 성균관대학교 대학원 박사

## 경력
- 1976년 : 제18회 행정고시 합격
- 총무처 조직기획과 과장
- 1995년 : 주미국대사관 행정참사관
- 국민고충처리위원회 조사2국 국장
- 2000년 : 행정자치부 부이사관
- 2001년 ~ 2003년 : 행정자치부 행정관리국 국장
- 2003년 ~ 2005년 : 충청북도 행정부지사
- 2005년 ~ 2006년 4월 : 대통령비서실 정부혁신지방분권위원회 기획실 실장
- 2006년 4월 ~ 2008년 2월 : 중앙인사위원회 사무처장 겸 상임위원
- 2008년 3월 ~ 2009년 1월 : 행정안전부 제1차관
- 2009년 4월 : 법무법인세종 고문
- 2010년 9월 ~ 2013년 11월 : 대한지적공사 사장
- 2014년 2월 ~ 2018년 2월 : 한국교통대학교 총장
- 2018년 4월 ~ : 법무법인(유) 세종 고문